# Sphaeroma papillae
Sphaeroma papillae är en kräftdjursart som först beskrevs av Bayliff 1938.  Sphaeroma papillae ingår i släktet Sphaeroma och familjen klotkräftor. Inga underarter finns listade i Catalogue of Life.